# 陶卡奧爾霍山
13°51′35″S 71°58′55″W / 13.85972°S 71.98194°W
陶卡奧爾霍山（Tawqa Urqu），是秘魯的山峰，位於該國南部庫斯科大區的帕魯羅省，處於阿普里馬克河以南，屬於安第斯山脈的一部分，海拔高度4,624米。